# NGC 1201
NGC 1201 est une galaxie lenticulaire située dans la constellation du Fourneau. NGC 1201 a été découverte par l'astronome germano-britannique William Herschel en 1785.

## Caractéristiques
Sa vitesse par rapport au fond diffus cosmologique est de 1 531 ± 16 km/s, ce qui correspond à une distance de Hubble de 22,6 ± 1,6 Mpc (∼73,7 millions d'al).
À ce jour, une dizaine de mesures non basées sur le décalage vers le rouge (redshift) donnent une distance de 19,430 ± 4,805 Mpc (∼63,4 millions d'al), ce qui est à l'intérieur des valeurs de la distance de Hubble.

## Supernova
La supernova SN 2003hv a été découverte dans NGC 1201 le 1er septembre 2003 par B. Beutler et W. Li dans le cadre du programme LOTOSS de l'observatoire Lick. Cette supernova était de type Ia.

## Groupe de NGC 1255
NGC 1201 fait partie du groupe de NGC 1255 qui compte au moins sept galaxies. Les six autres galaxies du groupe sont NGC 1255, NGC 1302, ESO 480-25, ESO 481-14, ESO 481-18, et ESO 481-19.